# ملابس الحداد الحمراء (فلم)
ملابس الحداد الحمراء هو فيلم درامي مصري من إنتاج سنة 1988، بطولة صلاح ذو الفقار، وليلى طاهر، من تأليف فاتن السراج وإخراج سعيد عبد الله. إنتاج أفلام التليفزيون.

## ملخص القصة
عادل ووفاء زوجان لهما ابنة وحيدة هي رضوي التي تتزوج من خالد ويسافران للخارج، فيبدأ الوالدين في الشعور بالفراغ الكبير بعد سفر ابنتهما الوحيدة، في حين تعاني ليلي شقيقة خالد من مشكلتها في عدم الإنجاب.

## طاقم التمثيل

### بطولة
- صلاح ذو الفقار
- ليلي طاهر
- حمدي أحمد
- رشوان توفيق
- تهاني راشد
- نادية رشاد
- سميرة محسن
- صفاء السبع
- إعتدال شاهين
- جمال شبل

### بالاشتراك مع
- نادية شمس الدين
- مها عثمان
- عبد الوهاب الحديدي
- سهير توفيق
- نوال هاشم
- عبد المنعم عبد الرحمن
- أحمد بهلول
- فاروق رمضان
- سيد مصطفى
- مصطفى عبد الله
- نادر حسن
- ياسمين لطفي

## وصلات خارجية
- مقالات تستعمل روابط فنية بلا صلة مع ويكي بيانات